# Alfredo Sánchez (1907)
Alfredo Sánchez (28 maggio 1904 – ...) è stato un calciatore messicano, di ruolo centrocampista.